# Френк Фосс
Френк Кент Фосс (англ. Frank Kent Foss; нар. 9 травня 1895 — пом. 5 квітня 1989) — американський легкоатлет, який спеціалізувався в стрибках з жердиною.

## Із життєпису
Олімпійський чемпіон зі стрибків з жердиною (1920).
Дворазовий чемпіон США зі стрибків з жердиною (1919, 1920).
Рекордсмен світу зі стрибків з жердиною (4,09; 1920).